# Геологија
Геологија (од грч.  — „земља“ и  — „расправа (дискусија)“) је наука која се бави проучавањем Земље, њеног настанка и процеса који су је обликовали, њеног састава и структуре. Научници, који се тим баве, називају се геолози.
Реч „геологија“, први је употребио 1778. године Жан Анри Делик (1727—1817) а терминолошки је дефинисао 1779. године Хорас-Бенедикт од Сосура (1740—1799).

## Историјски развој
Геологија је, уз астрономију, једна од најстаријих наука. Прва употреба геологије везана је за коришћење техничког камена као грађевинског материјала. Још у доба неолита, када се јављају прва насеља, људи су знали која је врста камена добра за коју потребу, па су за прављење алатки користили опсидијан и кремен, а за градњу мермер и кречњак. О томе сведоче археолошки налази.
Прва знања о минералним сировинама, њиховом коришћењу и размени, јављају се пре пет хиљада година. У то доба су у Белгији и јужној Енглеској постојали подземни рудници кремена.
Најстарији документи у којима се обрађују геолошке теме везани су за развој цивилизације у долини Нила. Из Египта потиче мапа настала 1160. п. н. е., на којој су приказани Wadi Hammamat, Wadi Atala и Wadi El-sid, са околином. На њој су приказани каменолом и рудник злата Bir Umm Fawakir, са бројним ознакама за поједине специфичне појаве на том подручју.
Спознаје о врло сложеној проблематици постанка и развитка Земље јављале су се поступно, а неке датирају још из античких времена. Но, тек у 15. веку долази до покушаја систематизације знања о Земљи, а поступно се јављају и нови појмови као темељ геологије у настајању.
Питагорејци су, још у 6. веку пре нове ере знали облик и положај Земље. Херодот је, у својим списима, описао делту Нила и закључио да се шири у море због приноса муља.
Аристотел је бележио своја запажања о Земљи и њеном настанку. Такође, објашњавао је и разне појаве, нпр. да земљотреси настају када се масе ваздуха у земљи сукобе због разлике у температури и експлозивно је напуштају кроз пукотине и пећине. У делу Meteorologica објашњава настанак минерала. Уочио је и фосиле, али је сматрао да су то остаци организама који не живе у мору, већ испод земље. Сматрао је да имају неорганско порекло, да су неживе материје, као и да представљају неуспешне покушаје настанка живих бића.
Теофраст, који је био Аристотелов ученик, написао је, 314. п. н. е., дело Peri Lithon (О стенама). Ово дело представља каталог минералних супстанци које су се користиле у тадашњем свету и вероватно је прва написана геолошка књига уопште. У њој се, по први пут, помињу називи великог броја минерала и стена.
Страбон је разматрао постанак вулкана и земљотреса, али се углавном ослањао на идеје Аристотела. Такође је помињао могућност да су фосилни организми трагови живота у стенама.
Овидије је изнео запажања о шкољкама које се налазе у планинама, и закључио да је земља некада била прекривена морем. Запазио је и да вода својим деловањем постепено снижава узвишења у рељефу. Увидео је да се тако добија материјал који се депонује током поплава и затим суши и очвршћава, чиме прелази у стену.
Плиније Старији је написао прву енциклопедију, у 37 томова, названу Naturalis Historia. У њој је дао прецизан опис појединих минерала, укључујући њихов облик, кристалне пљосни и друга својства. Поредио је и тврдоћу минерала, и закључио да је дијамант најтврђи од свих минерала.
У Кини је направљено доста инструмената и справа за геолошка испитивања. Стари Кинези су први конструисали гарнитуру за бушење бунара и први сеизмоскоп. У Кини је конструисан и први компас.
Кинески научник Шен Ко (1031–1095) поставио је хипотезу о настанку копнених формација: он је запазио фосилне остатке шкољки у геолошком стратуму у планинама стотинама километара далеко од океана, на основу чега је претпоставио да је копно настало ерозијом планина и таложењем прашине .
У средњем веку су остаци изумрлих организама најчешће сматрани „игром природе“ или доказима „општег потопа“. Но, већ је Леонардо да Винчи (1452—1519) упозорио да се једним „потопом“ не може објаснити распрострањеност фосилних остатака морских организама на копну. Осим тога, он је био свестан дугог трајања геолошке прошлости, а описао је и први геохемијски циклус (вода испире со из тла и односи је у море које се тако заслањује, а због издизања морског дна стварају се лагуне где се вода испарује и таложи нови слој, који опет може бити потопљен...). Леонардо да Винчи је схватио и однос ерозије тла и издизања копна (ерозија нарушава равнотежу у литосфери, а она се поновно успоставља издизањем).
Шири интерес за геолошке проблеме изазвале су расправе између тзв. нептуниста и плутониста. Плутонисти, на челу са Џејмс Хатоном (1726—1797) су оживели запажање Страбона (1. век п. н. е.) држећи да су поједине стене настале у вези с вулканским ерупцијама. Названи су по богу подземља, Плутону. Нептунисти, на челу са Вернером су оживели стару идеју Талеса из Милета (7/6. век п. н. е.), приписујући постанак стена литосфере - води. Због тога су и добили назив према античком богу океана Нептуну.
Сосур, (18. век) први је схватио да су нагнути слојеви последица кретања литосфере и продора старијих стена кроз млађе. Баумонт (19. век) први спознаје улогу раседа у постанку долине Рајне, а тврди и да тектонске силе настају због хлађења Земље и стезања.
Жорж Кивје (1769—1832), природњак и зоолог, поставља темеље научног проучавања фосилних остатака организама. Вилијам Смит (1769. – 1839) примењује фосилне остатке за одређивање релативне старости стена Земљине коре . Уочава се и латерална различитост стена насталих у исто време, па тако настаје појам фација.
Појам геосинклинале као лабилног седиментационог простора, насталог ломљењем и савијањем Земљине коре добија на значењу 1900. године када га је истакао Хауг при постанку уланчаних горских система а 1908. године предложио Френк Берсли Тејлор (1860—1938). Геосинклинала остаје у средишту интереса геолога све до 1960-их, када ју је делом истиснула концепција тектонике плоча.

## Важнији геолошки принципи
Принцип актуализма (униформизма) је основни принцип у геологији који представља основно полазиште при свим разматрањима о развоју Земље. Он гласи: „Прошлост је кључ за разумевање садашњости“ односно процеси који владају данас су владали и у прошлости па посматрањем данашњих збивања можемо закључивати о геолошкој прошлости.
Принцип суперпозиције први пут је (1669) потпуно објаснио дански природњак Николас Стено. Данас овај принцип подразумева да је у тектонски непоремећеним теренима сваки доњи слој старији од оног који га прекрива, али и да је слој у коме се налазе одломци неких стена настао касније од стена чије одломке садржи.
Принцип еволуције пренет на Земљу своди се на закључак да је Земља током своје историје под дејством различитих процеса и различитих интензитета тих процеса претрпела бројне промене, те да се она стално мења (еволуира). Л. Доло (1893) формулисао је еволуцију Земље као неповратан процес („Закон иреверзибилитета“).
Принцип интрузивних односа се бави пресеком интрузива. У геологији када магматска интрузија пресече формацију седиментних стена може се закључити да је магматска интрузија млађа од седиментних стена. Постоје бројни облици интрузива, укључујући лаколите, лополите, нек, сил, дајк.

## Поља, научно-стручне области, дисциплине, методе

### Вулканологија
Вулканологија је наука о вулканима, лави, магми, и различитим геолошким и геофизичким феноменима везаним за вулканизам.

### Геолошко картирање
Геолошко картирање је процес који се састоји од прикупљања података ранијих истраживања, анализе постојеће документације, теренског рада, анализе прикупљених података, израде геолошке карте, профила и пратеће техничке документације.

### Геомикробиологија
Геомикробиологија је део научне дисциплине микробиологије. Поље истраживања геомикробиологије бави се улогом микроба и микробиолошким процесима у геолошким и геохемијским процесима. Она је важна посебно када се бави микроорганизмима у изданској води и јавним ресурсима пијаће воде.

### Геоморфологија
Геоморфологија (γη, геос, „земља";μορφή, морфос, " облик";λόγος, логос сазнање) је наука о постанку и развићу облика у рељефу Земљине површи, који су настали под утицајем ендогених и егзогених процеса. Самим тим, геоморфолошка проучавања не могу се спроводити без доброг познавања геологије.

### Геотехника
Геотехника је научно-стручна област, која се бави изучавањем својстава, стања и понашања геолошке средине као и законитости њихових промена под утицајем одређене инжењерске делатности и/или природних процеса. Она се бави условима и начинима побољшања својстава и њиховим прилагођењем конкретним инжењерским захтевима као и проблемима израде разноврсних геотехничких конструкција.

### Геофизика
Геофизика (грч. γή = Земља, грч. φυσικά = својство, природа) је научна дисциплина, која проучава физичка својства Земљине унутрашњости. Геофизика проучава физичка поља Земље (гравитационо, магнетско, електрично) и њихову међусобну интеракцију, као и физичка својства која условљавају кретање сеизмичких таласа, кретање електричне струје, формирање магнето-телурског поља, итд.

### Геохемија
Геохемија се бави изучавањем хемијског састава Земље и других планета, хемијских процеса и реакција које су одговорне за састав стена и тла, као и кружењем (миграција) материје и енергије које транспортују Земљине хемијске компоненте у времену и простору, и њихову интеракцију са хидросфером и атмосфером.

### Геохронологија
Геохронологија (грчки ge = земља, chronos = време, доба, logos = изучавати) је наука која се бави утврђивањем апсолутне старости стена, фосила, и седимената са одређеним степеном толеранције зависно од метода који је коришћен. За ову грану историјске геологије користе се бројне методе за одређивање апсолутне старости.

### Глациологија
Глациологија је наука која се бави проучавањем ледника, процесима њиховог настајања, као и проучавањем њиховог утицаја на животну средину. Реч глечер долази од латинског glacies  што означава лед или мраз, logos - наука (расправа, дискусија).

### Даљинска детекција
Даљинска детекција је метод прикупљања информација путем система који нису у директном, физичком контакту са испитиваном појавом или објектом. У геологији се анализом аероснимака и сателитских снимака прикупљају разноврсни геолошки подаци.

### Економска геологија
Економска геологија је наука која се бави проучавањем минералних ресурса, као дела природних ресурса, њиховом валоризацијом, односно вредновањем минералних ресурса и прорачуном економских ефеката коришћења минералних ресурса.

#### Нафтна геологија
Нафтна геологија или Геологија лежишта угљоводоника посебно је подручје унутар геологије као научне гране. Обухвата бројне засебне дисциплине као изразите специјалности развијане деценијама, а у циљу бољег описивање лежишта нафте и гаса.

#### Рудничка геологија
Рудничка геологија се бави екстракцијом минералних ресурса из Земље. Неки од економски важних ресурса су драго камење, метали, различити минерали попут азбеста, перлита, лискуна, фосфата, зеолита, глине, пловућца, кварца, силицијум, и елемената као што су сумпор, хлор и хелијум.

### Инжењерска геологија
Инжењерска геологија представља грану геологије која проучава чврсте стенске масе и тло у циљу извођења техничких (разних врста инжењерских) радова. Интеграцијом инжењерске геологије и механике тла, потом настанком механике стена а онда и геотехничких мелиорација она је унапређена и прерасла у научно-стручну област геотехнику.

### Историјска геологија
Историјска геологија је наука која се бави проучавањем процеса, догађаја и свих промена на Земљи и у Земљиној кори у току њеног развоја, који траје око 4,5 милијарди година.

### Механика тла
Механика тла, у ужем смислу, изучава и описује тло у простору на којем или унутар кога се гради. У механици тла проучавају се особине (својства) тла, које су битне са аспекта његовог садејства са различитим врстама објеката. Механика тла је предмет изучавања инжењерске геологије и геотехнике.

### Минералогија
Минералогија је једна од наука о Земљи која се бави изучавањем минерала, њиховог хемијског састава, кристалне структуре и физичких својстава. Посебне дисциплине у минералогији изучавају процесе настанка минерала и појавне облике, баве се класификацијом минерала, њиховом географском дистрибуцијом (распрострањењем) као и могућностима употребе.

### Палеоклиматологија
Палеоклиматологија је наука климатских промена од настанка Земље па током целе геолошке историје. Она користи податке добијене узорковањем из ледника, годова, седимената, и стена како би се установило климатско стање које је владало у прошлости на целој Земљи.

### Палеонтологија
Палеонтологија је наука о развоју живота на Земљи, древних биљака и животиња заснована на фосилима, сведочанствима њиховог постојања сачуваним у стенама. Укључује проучавање фосила тела, трагова, брлога, одбачених делова, копролите, и хемијске остатке.

#### Микропалеонтологија
Микропалеонтологија је грана палеонтологије која се бави проучавањем микрофосила. Микрофосили, генерално, су фосили мало већи или не већи од милиметра, односно они фосили за чије проучавање је неопходна употреба микроскопа.

#### Палинологија
Палинологија је биолошка и геолошка дисциплина која проучава савремени и фосилни полен, палиноморфе (споре, цисте динофлагелата, акритархе, хитинозое и сколекодонте), као и партикулисани органски материјал (POM) и кероген из седиментних стена и минерала.

### Петрологија
Петрологија (грчки πέτρα, петра, стена; λόγος, логос, сазнање (расправа, дискусија)) је наука која се бави изучавањем стена и условима њиховог настанка. Постоје три дела петрологије које одговарају изучавању три типа стена - петрологија магматских стена, петрологија седиментних стена и петрологија метаморфних стена.

### Регионална геологија
Регионална геологија рашчлањује Земљу на поједине заокружене регије: континенте, океане, планинске системе, копнене водене базене, рудне појасеве и друге целине, приказујући њихову грађу, корисне сировине и друге елементе природне животне основе. Уз елементе стратиграфске и опште геологије, пажња се посвећује и проблемима усмереног интереса (минералне сировине, вода, могућност геотехничких захвата и др.), па постоји уска веза с инжењерском геологијом и хидрогеологијом, рудном геологијом, сеизмологијом, океанологијом итд.

### Седиментологија
Седиментологија је геолошка дисциплина која обухвата праћење, моделирање и описивање различитих седиментационих процеса и њихових седимената на Земљиној површи и у њеној дубини. Ти су седименти исталожени у геолошкој прошлости, али се процес седиментације одвија и данас.

### Сеизмологија
Сеизмологија је грана геофизике која се бави проучавањем земљотреса и кретања еластичних таласа кроз Земљу. Састоји се од посматрања и мерења природних тектонских вибрација. Такође обухвата проучавања ефеката земљотреса, као што су цунами таласи, али и изазване вулканске, тектонске, океанске и површинске процесе. Сеизмологија помаже у схватању тектонике Земљине коре, структуре унутрашњости Земље и предвиђању земљотреса.

### Спелеологија
Спелеологија је научна дисциплина која се бави изучавањем пећина и других подземних крашких облика, њиховом структуром, физичким својствима, историјом стварања, организмима који их настањују, и процесима којим су настали (спелеогенеза) и којим се мењају током времена (спелеохронологија).

### Стратиграфија
Стратиграфија је геолошка дисциплина која проучава и даје приказ еволуције Земље, од њеног постанка до данас. Она се бави издвајањем стратиграфских јединица (и у оквиру њих слојева и стена) са циљем дефинисања њихове старости и праћења промена које су се дешавале. Дакле, стратиграфија се бави идентификовањем и лоцирањем у времену догађаја који су се одигравали и много раније него што је човек постојао на Земљи.

#### Биостратиграфија
Биостратиграфија је део стратиграфије који се бави корелисањем и одређивањем релативне старости стратума на основу фосилних остатака који се у њима садрже.

#### Литостратиграфија
Литостратиграфија је дисциплина стратиграфије која се бави разврставањем геолошких стенских јединица на литостратиграфске јединице које носе своја имена.

#### Хроностратиграфија
Хроностратиграфија (грч. χρόνος chrónos = време; стратиграфија) је геолошка дисциплина која се бави утврђивањем апсолутне старости фосилних остатака и стена као и утврђивањем временског следа геолошке историје Земље. Хроностратиграфија старост утврђује на основу времена полураспада радиоактивних елемената у Земљиној кори.

### Структурна геологија
Структурна геологија се бави проучавањем тродимензионалног распрострањења стенских маса водећи рачуна о историји деформација. Основни циљ структурне геологије је, да користећи прикупљена мерења геометрије стена, разоткрије информације о историји деформације стене, и на крају, спозна напонско поље које је изазвало проучавану деформацију и геометрију. Разумевање динамике напонског поља може бити повезано са важним догађајима у регионалној геолошкој историји. Тежи се разумевању структурног развоја одређеног подручја у односу на регионалне структурне деформације и у односу на тектонику плоча.

### Тектоника
Геотектоника или краће, тектоника је дисциплина динамичке геологије и бави се покретима и деформацијама у Земљиној кори односно литосфери и то на глобалном нивоу, контактима појединих континенталних и океанских плоча које се крећу по горњем слоју астеносфере, тј. Земљином омотачу.

### Хидрогеологија
Хидрогеологија је наука која се бави проучавањем подземних вода, њиховим пореклом, условима појављивања, законима кретања, физичкохемијским својствима, узајамним односима између атмосферске, подземне и површинске воде; као и могућношћу њиховог коришћења у одређене сврхе.

## Познати геолози
- Александар-Шандор Поповић
- Јован Жујовић
- Светолик Радовановић
- Коста Петковић
- Сава Урошевић
- Јеленко Михајловић
- Милорад Димитријевић
- Стеван Карамата